# Jake Paul
Jake Joseph Paul (sinh ngày 17 tháng 1 năm 1997) là một diễn viên, võ sĩ boxing và nhân vật YouTube người Mỹ nổi tiếng nhờ những video trên ứng dụng chia sẻ video Vine nay đã ngừng hoạt động. Paul lần đầu tiên được biết tới rộng rãi qua vai diễn Dirk trên series Bizaardvark của Disney Channel.

## Thời thơ ấu
Paul sinh tại Cleveland, và lớn lên ở Westlake, Ohio. Anh là con trai của Pamela Ann Stepnick (nhũ danh Meredith) và nhà buôn bán bất động sản Gregory Allan Paul. Anh trai của anh, YouTuber Logan Paul, nói rằng Jake có tổ tiên là người Do Thái Áo, Anh, Do Thái Đức, Do Thái Hungary, Ireland, Scotland và Wales.

## Sự nghiệp
Paul bắt đầu sự nghiệp vào tháng 9 năm 2013 với các video trên Vine. Tính tới thời điểm Vine ngừng hoạt động, Jake Paul đã có 5,3 triệu người theo dõi và 2 tỷ lượt phát trên ứng dụng.
Vào năm 2015, Paul được công bố sẽ đóng vai Dirk trong series hài mới của Disney Channel là Bizaardvark.

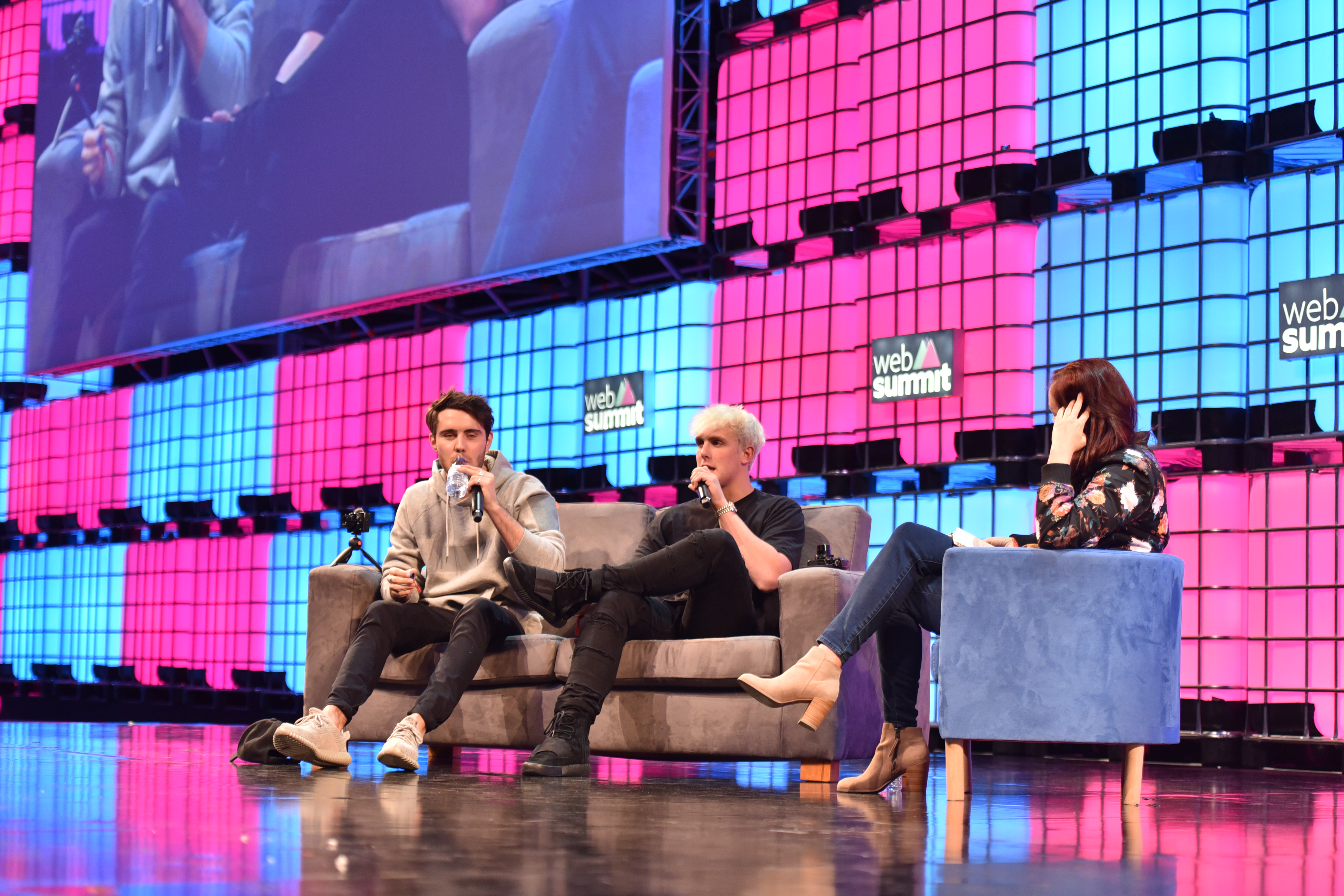
Jake Paul tại Web Summit vào năm 2016

Vào ngày 5 tháng 1 năm 2017, Paul nằm trong số các khách mời tới dự một sự kiện về mạng xã hội tại Nhà Trắng. Trong sự kiện này, anh đã trốn trong nhà vệ sinh rồi lẻn ra khỏi Nhà Trắng lúc 3:30 sáng mà không gặp phải lực lượng an ninh nhằm tạo chiêu trò cho vlog trên YouTube của mình.
Vào ngày 17 tháng 1 năm 2017, Paul được cho là đã bắt đầu Team 10, một công ty quản lý marketing và sáng tạo giải trí thanh thiếu niên, với số tiền gây quỹ đầu tư 1 triệu USD. Các nhà đầu tư bao gồm Danhua Capital, Horizons Alpha, Vayner Capital, Sound Ventures & A-Grade Investments, và Adam Zeplain.
Vào ngày 30 tháng 5 năm 2017, Paul phát hành một bài hát và video âm nhạc cùng với Team 10, có tên là "It's Everyday Bro", với hơn 70 triệu lượt xem trên YouTube trong tháng đầu tiên và trở thành video có lượt không thích nhiều thứ ba trên YouTube. Bài hát đạt cao nhất vị trí thứ 94 trên bảng xếp hạng Billboard Hot 100 ngày 24 tháng 6 năm 2017.

## Vấn đề pháp lý và tranh cãi

### Gây rối tại Beverly Grove
Vào ngày 18 tháng 7 năm 2017, nhiều hàng xóm của Paul trong khu Beverly Grove tại thành phố Los Angeles được đưa tin đang họp bàn với các thành viên hội đồng thành phố và sĩ quan cảnh sát để quyết định xem có nên khởi kiện công khai Paul hay không. Vụ việc xảy ra sau khi Paul công khai địa chỉ nhà của mình, khiến cho nhiều người hâm mộ tụ tập bên ngoài nhà của anh, và khiến hàng xóm phải than phiền về tiếng ồn. Vào ngày 24 tháng 4 năm 2018, Paul được cho là đã bị kiện bởi Cobra Acquisitions, công ty sở hữu ngôi nhà, với số tiền đòi bồi thường là 2,5 triệu USD.

### Ngừng làm việc với Disney
Vào ngày 22 tháng 7 năm 2017, giữa quá trình quay mùa hai của Bizaardvark, Disney Channel thông báo Paul sẽ không tiếp tục xuất hiện trong series này. Hãng nói trong thông báo rằng: "Chúng tôi đã đồng ý lẫn nhau rằng Jake Paul sẽ từ bỏ vai diễn của anh trên series 'Bizaardvark' của Disney Channel. Thay mặt công ty sản xuất, dàn diễn viên và đoàn làm phim, chúng tôi cảm ơn Jake vì những cống hiến của anh cho series này trong suốt 18 tháng qua và xin gửi những lời chúc tốt đẹp nhất tới anh." Lời thông báo được đưa ra sau khi một bản tin của đài KTLA 5 được lên sóng về những lời than phiền công khai từ hàng xóm của Paul về những tiếng ồn do những trò đùa, bữa tiệc và người hâm mộ của Paul. Paul sau đó đã xác nhận tin này trên trang Twitter của anh, nói rằng anh sẽ tập trung hơn vào thương hiệu cá nhân của mình, kênh YouTube cùng với công việc kinh doanh của anh và những vai diễn trưởng thành hơn. Paul sau đó hé lộ trong một buổi phỏng vấn với The Hollywood Reporter rằng thực ra anh đã bị Disney sa thải khỏi Bizaardvark vì hãng này muốn nhanh chóng đưa anh ra khỏi chương trình sau bản tin của KTLA.

### Video YouTube nhạy cảm
Vào ngày 3 tháng 1 năm 2018, Paul tải lên một video trên kênh YouTube của anh với tựa đề "I lost my virginity" (Tôi đã mất trinh) gây ra nhiều tranh cãi do có nội dung quá nhạy cảm về tình dục và không phù hợp với các khán giả trẻ. Video bị chỉ trích vì hình thu nhỏ xuất hiện Paul và bạn gái lúc đó của anh là Erika Costell tạo một tư thế tình dục trong tình trạng bán khỏa thân trên giường. Hình thu nhỏ này sau đó được đổi thành hình Paul và Costell mặc đồ đầy đủ và không động chạm vào nhau nữa. Sau đó, một video đã bị TMZ rò rỉ ra ngoài trong đó xuất hiện cảnh Paul sử dụng từ "nigga" (một từ tiếng Anh mang tính chất phân biệt chủng tộc) một cách thô tục trong lúc hát rap.

## Đời sống cá nhân
Tính tới tháng 7 năm 2017, Paul và các đồng nghiệp thuê một căn hộ với giá 17.000 USD một tháng ở khu Beverly Grove tại thành phố Los Angeles. Vào tháng 11 năm 2017, anh đã mua một căn nhà mới tại Calabasas, California.

## Danh sách phim

### Phim
| Năm  | Tựa đề        | Vai       | Ghi chú            |
| ---- | ------------- | --------- | ------------------ |
| 2016 | Dance Camp    | Lance     |                    |
| 2016 | Mono          | Dugan     | Vai diễn khách mời |
| 2016 | Airplane Mode | Chính anh |                    |

### Truyền hình
| Năm       | Tựa đề             | Vai       | Ghi chú                      |
| --------- | ------------------ | --------- | ---------------------------- |
| 2016–2018 | Bizaardvark        | Dirk      | Vai chính                    |
| 2016      | The Monroes        | Conrad    |                              |
| 2016      | Walk the Prank     | Chính anh | Khách mời đặc biệt           |
| 2017      | The Price Is Right | Chính anh | Người mẫu khách mời đặc biệt |

## Danh sách đĩa nhạc

### Đĩa mở rộng
- Litmas (với Team 10) (2017)[27]

### Đĩa đơn
| Tựa đề                                                                                | Năm  | Vị trí xếp hạng cao nhất | Vị trí xếp hạng cao nhất | Chứng nhận       | Album               |
| Tựa đề                                                                                | Năm  | Hoa Kỳ                   | Canada                   | Chứng nhận       | Album               |
| ------------------------------------------------------------------------------------- | ---- | ------------------------ | ------------------------ | ---------------- | ------------------- |
| "Shakey" (với Greg Cipes)                                                             | 2015 | —                        | —                        |                  | Đĩa đơn không album |
| "It's Everyday Bro" (hợp tác với Team 10)                                             | 2017 | 91                       | 56                       | - RIAA: Bạch kim | Đĩa đơn không album |
| "Ohio Fried Chicken" (hợp tác với Chance Sutton và Anthony Trujillo)                  | 2017 | —                        | —                        |                  | Đĩa đơn không album |
| "Jerika" (cùng Erika Costell hợp tác với Uncle Kade)                                  | 2017 | 86                       | 76                       |                  | Đĩa đơn không album |
| "That Ain't on the News"                                                              | 2017 | —                        | —                        |                  | Đĩa đơn không album |
| "Jake Paulers"                                                                        | 2017 | —                        | —                        |                  | Đĩa đơn không album |
| "No Competition" (với Dynamite Dylan)                                                 | 2017 | —                        | —                        |                  | Đĩa đơn không album |
| "Saturday Night" (hợp tác với Chad Tepper và Nick Crompton)                           | 2017 | —                        | —                        |                  | Đĩa đơn không album |
| "It's Everyday Bro" (Remix) (hợp tác với Gucci Mane)                                  | 2017 | —                        | —                        |                  | Đĩa đơn không album |
| "Malibu" (với Chad Tepper)                                                            | 2018 | —                        | —                        |                  | Đĩa đơn không album |
| "My Teachers" (hợp tác với Sunny và AT3)                                              | 2018 | —                        | —                        |                  | Đĩa đơn không album |
| "Randy Savage" (hợp tác với Team 10, Jitt và Quan)                                    | 2018 | —                        | —                        |                  | Đĩa đơn không album |
| "Cartier Vision" (hợp tác với AT3, Jitt và Quan)                                      | 2018 | —                        | —                        |                  | Đĩa đơn không album |
| Ký hiệu "—" chỉ bản thu không được xếp hạng hoặc không được phát hành tại khu vực đó. |      |                          |                          |                  |                     |

## Sách
- Paul, Jake. You Gotta Want It, ISBN 978-1501139475, Gallery Books 2016 (bút ký)[42]

## Giải thưởng
| Năm  | Dành cho                      | Giải                      | Hạng mục                            | Kết quả   | Tham khảo |
| ---- | ----------------------------- | ------------------------- | ----------------------------------- | --------- | --------- |
| 2014 | JakePaul (Vine)               | Giải Shorty lần thứ 6     | Giải Nhân vật trên Vine             | Đề cử     | [ 43 ]    |
| 2014 | JakePaul (Vine)               | Giải Shorty lần thứ 6     | Giải Diễn viên hài                  | Đề cử     | [ 43 ]    |
| 2017 | Chính anh                     | Radio Disney Music Awards | Ngôi sao mạng xã hội                | Đoạt giải | [ 44 ]    |
| 2017 | JakePaulProductions (YouTube) | Teen Choice Awards        | Ngôi sao âm nhạc web được yêu thích | Đoạt giải | [ 45 ]    |
| 2017 | JakePaulProductions (YouTube) | Teen Choice Awards        | YouTuber được yêu thích             | Đoạt giải | [ 45 ]    |